# 氷の下の怪物
「氷の下の怪物」（こおりのしたのかいぶつ、"Thin Ice"）は、イギリスのSFドラマ『ドクター・フー』の第10シリーズ第3話。脚本はサラ・ドラードが執筆し、2017年4月29日に BBC One で放送された。「氷の下の怪物」は批評家から主に肯定的なレビューを与えられ、差別主義に関するトピックも高く評価された。
12代目ドクター（演:ピーター・カパルディ）とビル・ポッツ（演:パール・マッキー）は1814年の凍結したテムズ川上で開かれているフロストフェアを訪れる。彼らはフロストフェアの来場者を氷の下の怪物が捕食していること、そしてその捕食動物の排泄物を効率的な燃料としてサトクリフ卿（演:ニコラス・バーンズ）が利用していることに気付く。

## 連続性
ドクターは以前にもフロストフェアに参加したと主張している。「ドクターの戦争」（2011年）でリヴァー・ソングはテムズ川で11代目ドクターとスケートを嗜み、スティーヴィー・ワンダーの歌をプレゼントされたと述べた。彼女と11代目ドクターがフロストフェアを訪れたのも「氷の下の怪物」と同じ1814年のことであった。また、初代ドクターも Big Finish Productions のオーディオ Frostfire (en) でコンパニオンのヴィッキーとスティーヴン・テイラーを1814年のフロストフェアへ連れて行き、 ジェイン・オースティンと出会った。12代目ドクターも「校務員」（2014年）でクララをフロストフェアに連れて行くと約束し、小説 Silhouette (en) で実際に彼女を連れて行った。
ドクターは本作でサトクリフ卿の屋敷に入るためドクター・ディスコと名乗っているが、これは「ザイゴンの侵略」（2015年）でクララに音声メッセージを残した際の名前と同じである。

### 作品外への言及

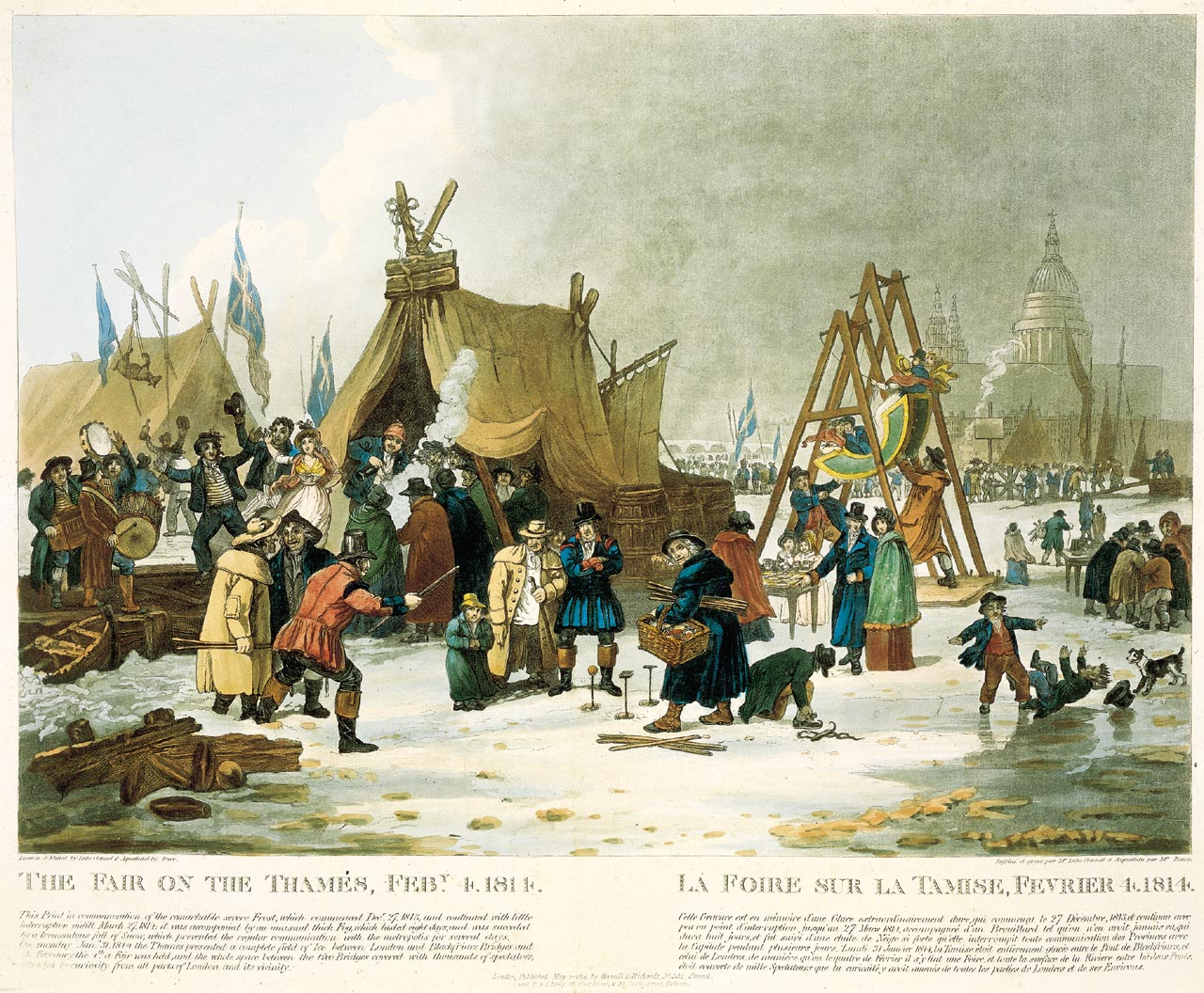
ルーク・クレネルの絵画 The Frost Fair of 1814

本作は1814年のテムズ川のフロストフェア (en) が舞台である。旧ロンドン橋（1831年に現在のロンドン橋が架橋）が障害となってテムズ川の水は流速が遅く、そのため冬季には凍結していた。1814年のフロストフェアはブラックフライアーズ橋と旧ロンドン橋との間で開催された最後のフロストフェアであり、その再現のために凍ったテムズ川の上を歩くゾウが登場した。
孤児とのシーンの際にドクターはハインリッヒ・ホフマンの『もじゃもじゃペーター』を読んでいる。この本は1845年に出版されたものであり、孤児にとっては約30年後の未来の本であった。
脚本家サラ・ドラードは「氷の下の怪物」の脚本と同時期にドラマ『ハンニバル』の二次創作を行っており、無意識にサトクリフ卿の名前を『ハンニバル』のエピソード「ビュッフェ・フロワ」のドナルド・サトクリフから拝借していた。いずれも同様の利己的なひねくれ者であることから、彼女はドナルド・サトクリフがサトクリフ卿の末裔ではないかと感じているという。

## 製作
「氷の下の怪物」の台本の読み合わせは第10シリーズの第2製作ブロックとして2016年7月18日に行われ、撮影は2016年8月1日に行われた。「氷の下の怪物」の撮影に続けて次話「シェアハウス」の撮影が行われた。

## 放送と反応
リアルタイム視聴者数は376万人で、「約束」「スマイル」から僅かに減じる形となり、『ブリテンズ・ゴット・タレント』、All Round to Mrs. Brown's (en) 、Casualty (en) に次いで4番目の記録を残した。タイムシフト視聴者を加算した合計では561万人となり、これは新シリーズで最低視聴者数を記録した第9シリーズ「もう眠らない」（2015年）と肩を並べるものであった。なお、最低記録は2週間後の「宇宙での死に方」が527万人で更新することとなった。Appreciation Index は84であった。
日本では放送されていないが、2018年3月31日にHuluで「氷の下の怪物」を含む第10シリーズの独占配信が開始された。

### 批評家の反応
| 専門評論家によるレビュー           | 専門評論家によるレビュー |
| レビュー・スコア                   | レビュー・スコア         |
| 出典                               | 評価                     |
| ---------------------------------- | ------------------------ |
| The A.V. Club                      | A                        |
| エンターテインメント・ウィークリー | B+                       |
| SFX                                | [ 14 ]                   |
| TV Fanatic                         | [ 15 ]                   |
| IndieWire                          | B                        |
| IGN                                | 8.2                      |
| ニューヨーク・マガジン             | [ 18 ]                   |
| ラジオ・タイムズ                   | [ 19 ]                   |
| デイリー・ミラー                   | [ 20 ]                   |

「氷の下の怪物」は批評家から肯定的にレビューされ、差別主義のテーマが良く捌かれていたとされた。
The A.V. Clubのアラスデア・ウィルキンスは本作にA評価を与えた。ウィルキンスはドラードの脚本について「素晴らしい」「ドクターとビルに値する物語と脚本だ」と評価し、過去の『ドクター・フー』の物語を反映しているとしつつ、本作の演出についても称賛した。最終的に「氷の下の怪物」は「最高の状態の『ドクター・フー』の良い指標」たる楽しいエピソードであると総括された。エンターテインメント・ウィークリーのニベア・セラノも本作を称賛し、ビルと、周囲を取り巻くものへの彼女の反応、ドクターがこれまでに引き起こした数多くの死に対する彼の認識を高く評価した。また、彼女は過去の世界における人種差別の扱い方についても称賛し、本作にB+の評価を与えた。
しかし、TV Fanatic のキャサリン・ヴィーデルは本作に星5つのうち3つしか与えず、本作が迷走していたこと、人間が真の怪物であるという展開は過去の同様のエピソードで散々行われていたこと、常に全員を救えるわけではないというドクターの無力感とビルの怒りの印象が欠けていたことを批判した。
IGNのスコット・コルーラは10点満点で8.2点を与え、物語の構成について、「約束」と「スマイル」で使用されたパターン適用されていること、またクラシックシリーズとの共通点があることを指摘した。また、彼はビルがドクターの生活に惹き込まれつつも、その全てが楽しいゲームでないと気づくことを称賛した。ラジオ・タイムズのダニエル・ジャクソンは本作に星5つを与え、厚みのある物語の構成や、登場人物の隠された深みを称賛した。